# Denza N9

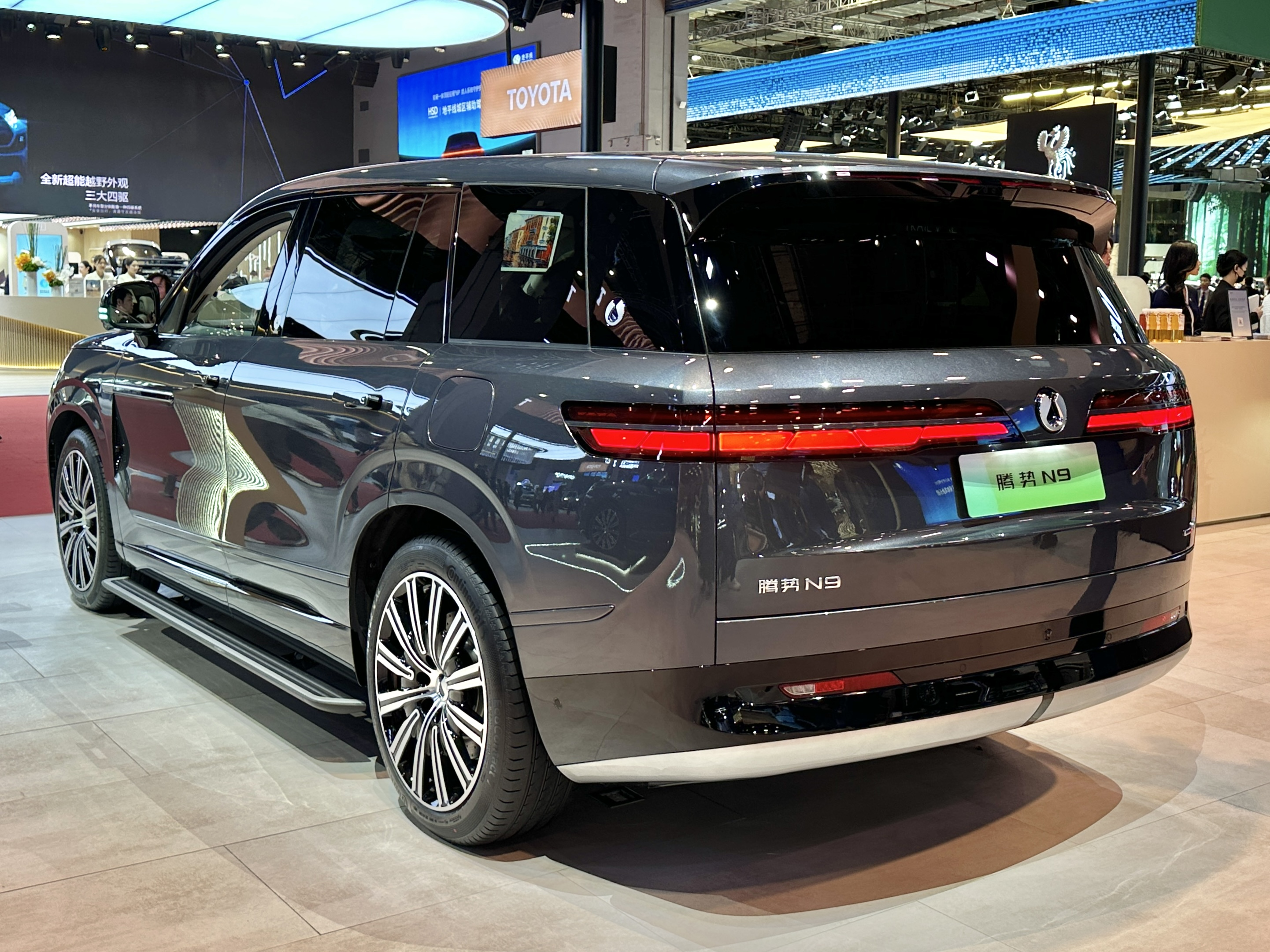
Вид сзади

Denza N9 (кит. 腾势N9; пиньинь Téngshì N9) — полноразмерный SUV, выпускающийся с 2024 года компанией Denza. 

## Описание
Denza N9 дебютировал 15 ноября 2024 года на 22-й автоконференции в Гуанчжоу. Длина автомобиля составляет 5258 мм, ширина — 2030 мм, высота — 1830 мм, а колёсная база — 3125 мм. Конкурентами являются Li Auto L9 и Aito M9.

## Технические характеристики

### N9 PHEV
N9 PHEV оснащён двигателем TZ210XYD мощностью 200 кВт и электродвигателем TZ220XYAM мощностью 240 кВт с приводом на заднюю ось. Суммарная мощность составляет 680 кВт. Существует также блок 2.0T BYD479ZQA, который может развивать мощность до 152 кВт. Литий-железо-фосфатный аккумулятор ёмкостью 47 кВт⋅ч обеспечивает запас хода 165 км на электротяге. Максимальная скорость автомобиля 230 км/ч.

### N9 EV
N9 EV имеет три электродвигателя суммарной мощностью 710 кВт.